# Storia dei Denver Broncos

Il logo dei Broncos.

I Denver Broncos sono un club di football americano professionistico nato nel 1959 con sede a Denver, in Colorado. Questa voce approfondisce la storia della franchigia dalla fondazione ad oggi.

## Origini
Nell'estate del 1959, Bob Howsam, proprietario dei Denver Bears, franchigia di una minor league baseball, ingrandì il Bears Stadium a 34.000 posti, dopo che Denver era stata uno dei membri fondatori della Continental League, una proposta di una terza lega maggiore. La lega però fallì presto e Howsam si trovò indebitato e con uno stadio troppo grande per una squadra delle minor league.
Sperando di guadagnare nuove entrate, Howsam provò a portare una franchigia della National Football League a Denver, ma il permesso gli fu negato dai proprietari delle franchigie della NFL capeggiati da George Halas dei Chicago Bears. Tale rifiuto portò Howsam ed altri quattro a fondare una lega rivale della NFL. La nuova lega, la American Football League, annunciò la sua costituzione il 14 agosto 1959, con la squadra di Denver tra i membri fondatori. Con un concorso tenuto nel 1960 per dare un nome alla squadra, questa prese il nome di "Broncos".

## Anni nella AFL (1960-1969)

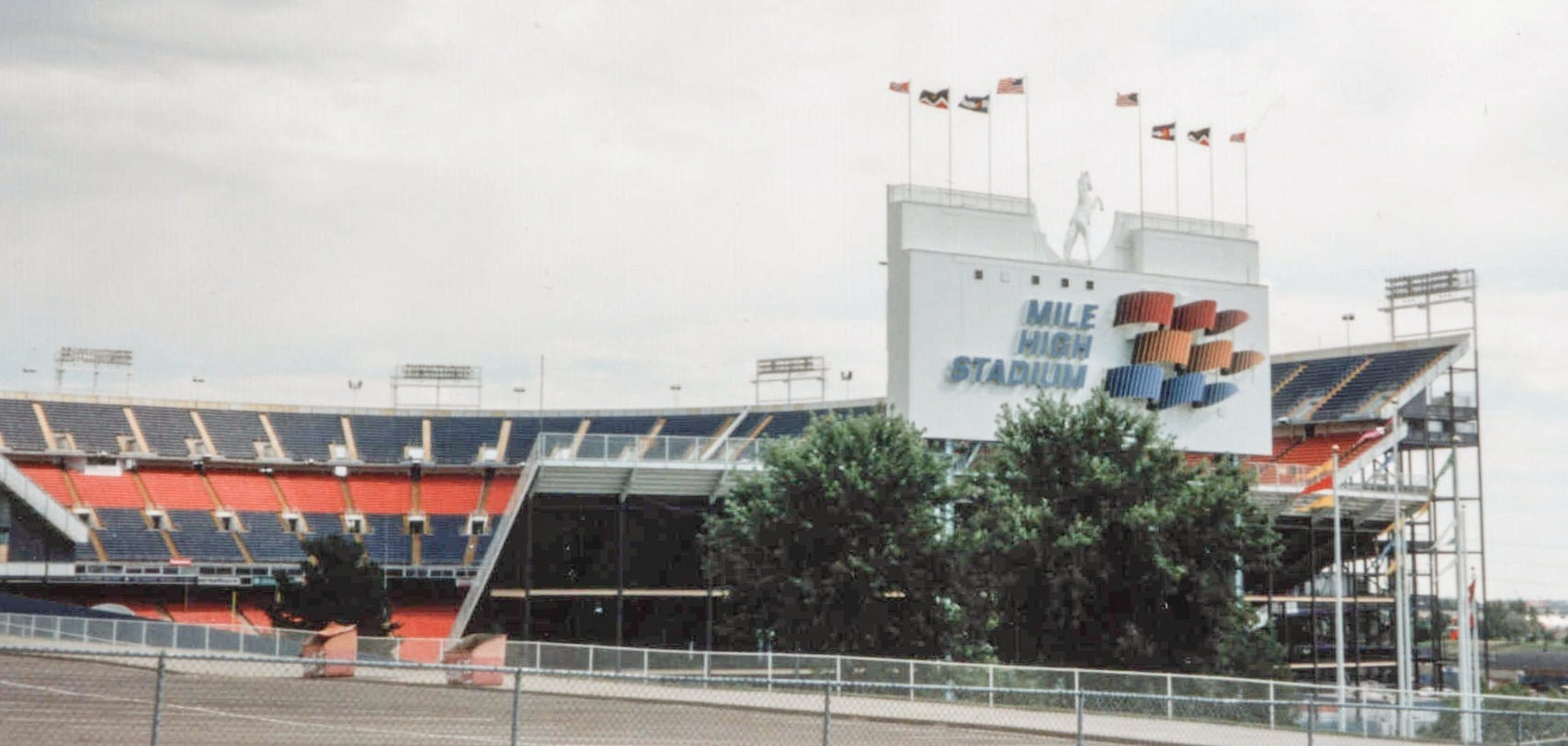
Il Mile High Stadium, casa dei Broncos dal 1960 al 2000.

Denver fece il registrare il peggior record di tutte le franchigie originarie della AFL, 39 vittorie, 97 sconfitte e 4 pareggi nella lega. Furono inoltre l'unica delle squadre fondatrici a non essere mai arrivata in finale nei dieci anni di storia della lega. Nonostante la loro mancanza di successi iniziali, i Broncos disputarono alcune gare memorabili, come un pareggio per 38–38 contro i Buffalo Bills nel 1960. Furono anche la prima squadra della AFL a batterne una della NFL, il 5 agosto 1967, quando superarono i Detroit Lions 13–7 in una partita di pre-stagione. Inoltre i Broncos furono la prima squadra del football professionistico americano ad aver tra le loro file un placekicker afro-americano, Gene Mingo, ad avere un wide receiver che ricevette 100 passaggi in una stagione e la prima squadra dell'era moderna ad avere un quarterback titolare afro-americano, Marlin Briscoe.

### L'era Filchock

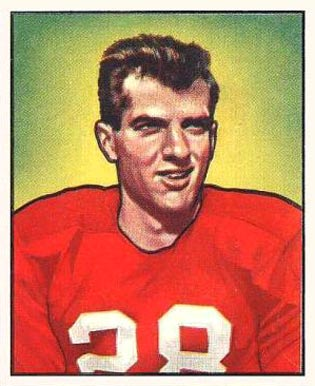
Frank Tripucka, il primo quarterback della storia dei Broncos.

I Broncos iniziarono a giocare nel 1960, la stagione inaugurale della AFL, al Bears Stadium. Il loro capo-allenatore fu Frank Filchock, che scelse Frank Tripucka come primo quarterback titolare della squadra. I Broncos vinsero la prima gara della storia della AFL per 13–10 sui Boston Patriots. La loro stagione terminò però con un record di 4–9–1. A fine stagione, Howsam cedette le proprie quote della squadra a Calvin Kunz. A quel punto, Gerald Phipps divenne il proprietario di maggioranza dei Broncos.

### L'era Faulkner
Dopo una stagione 1961 terminata con un record di 3-11, i Broncos sostituirono Filchock con Jack Faulkner, il quale guidò la squadra a un record di 7-7 nel 1962, il migliore della squadra nei suoi anni nella AFL. Questa però non fu preludio di alcun successo, con i Broncos che persero almeno 10 gare in ognuna delle cinque stagioni successive, in cui cambiarono quattro capi-allenatore e una mezza dozzina di quarterback titolari.

### L'era Speedie/Malavasi
Mac Speedie sostituì Faulkner dopo cinque partite della stagione 1964, interrompendo una striscia di 11 sconfitte consecutive con la vittoria su Kansas City 37-33. I Broncos vinsero tuttavia una sola altra gara nel 1964, terminando con un record di 2–11–1. Migliorò leggermente nel 1965, terminato con un ruolino di 4-10. Nella prima gara della stagione 1966, una sconfitta 45–7 contro gli Houston Oilers, i Broncos non riuscirono a convertire nemmeno un primo down, terminando con 26 yard totali guadagnate in attacco e -7 yard nei passaggi. A fine partita, Speedie si dimise, lasciando il posto all'allenatore ad interim Ray Malavasi, sotto la cui direzione Denver terminò con un record di 4-10.
La città di Denver fu sul punto di perdere i Broncos nel 1965, quando un gruppo di soci di minoranza si unirono con l'intento di offrire la franchigia ad Atlanta. Invece altri due soci, Alan e Gerald Phipps, acquistarono la squadra (insieme al Bears Stadium) trattenendola a Denver. Come conseguenza del fatto che Denver fu sul punto di perdere la squadra unica franchigia professionistica all'epoca, le vendite di biglietti quasi triplicarono nell'annata successiva.

### Inizio dell'era Saban

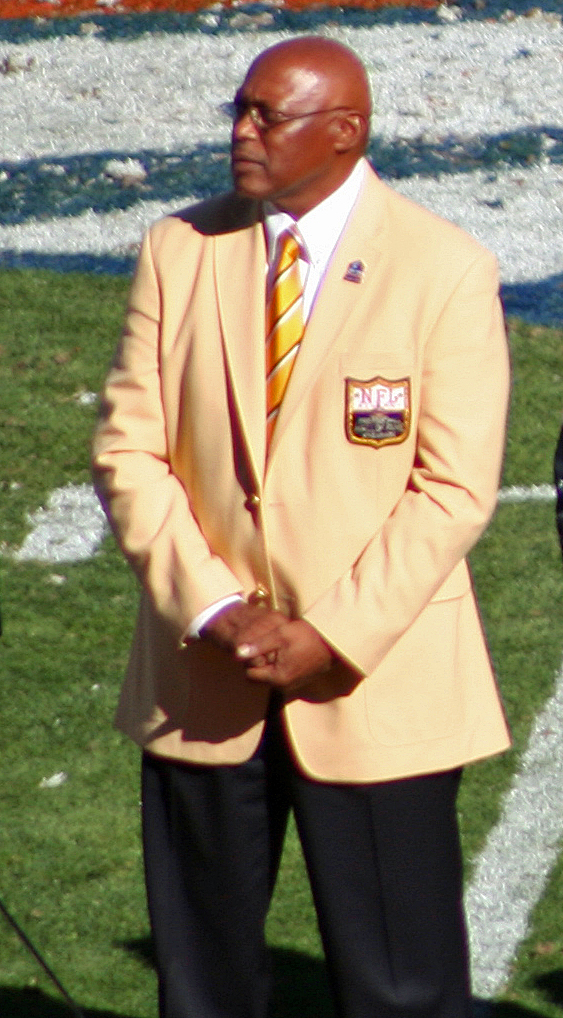
"Franchise" Floyd Little fu la prima stella della squadra.

Nel 1967 i Broncos assunsero Lou Saban, ex capo-allenatore dei Buffalo Bills due volte campioni NFL, come loro allenatore. Il primo ordine di Saban fu di generare interesse attorno alla squadra in modo che questa potesse rimanere a Denver. La NFL e al AFL acconsentirono a fondersi un anno dopo e i Broncos ebbero la necessità di espandere il Bears Stadium a 50.000 posti per venire incontro agli standard imposti dalla NFL. Questo richiese una raccolta fondi tra gli uomini d'affari e la popolazione di Denver. Se non fosse stata in grado di raggiungere la somma necessaria, la squadra sarebbe stata trasferita a Chicago o Birmingham.
Saban decise di utilizzare la sua prima scelta del draft per assicurarsi un giocatore dal forte impatto. Con la sesta chiamata scelse Floyd Little, running back dalla Syracuse University e primo giocatore a venire nominato tre volte All-American dai tempi di Doak Walker. Con le precedenti prime scelte dei Broncos, come Dick Butkus e Merlin Olsen, che avevano tutte finito per firmare con squadre della NFL, Little divenne il primo giocatore scelto al primo giro dai Broncos a firmare con la squadra. La sua acquisizione portò forte entusiasmo nell'ambiente dei Broncos. Little e altri membri dei Broncos si recarono porta a porta per aiutare la ricerca dei fondi dello stadio, guidando fino al Wyoming, al Nebraska e altri stati vicini alla ricerca di fondi. Per questo motivo, Little divenne noto come "The Franchise" per i suoi sforzi per mantenere la squadra a Denver.
Little dimostrò di essere fondamentale anche sul campo di gioco per i Broncos. Saban trattenne 26 rookie nella sua prima stagione incluso Little, insieme a numerosi giocatori al terzo e quarto anno. Little fu l'unica nota positiva di una stagione terminata con un record di 3-11, guidando la AFL e la NFL con una media di 17 yard per ritorno di punt e la AFL in yard totali guadagnate in attacco, cosa che fece anche nell'anno successivo, diventando l'unico giocatore della lega a ritornare un punt in touchdown in entrambe le stagioni. Nel 1968 la città di Denver acquistò il Bears Stadium dai Broncos, rinominandolo Mile High Stadium e tornando a darlo in gestione ai Broncos. Tale acquisto rese possibile terminare il processo di espansione delle tribune.

## Anni settanta: approdo nella NFL

### L'era Saban/Smith/Ralston
Nel 1970, i Broncos iniziarono una striscia di tutto esaurito dei posti allo stadio (escluse le gare in cui vennero utilizzati giocatori di riserva a causa degli scioperi) che dura ancora oggi. Nella loro prima stagione nella NFL, i Broncos terminarono con un record di 5–8–1, sceso a 4–9–1 nel 1971 e 5–9 nel 1972, mentre il Mile High Stadium continuava ad essere esaurito in ogni ordine di posto. Nel 1973, John Ralston guidò i finalmente maturi Broncos a un record di 7–5–2, la prima stagione con un saldo positivo della storia della franchigia, incluso un drammatico pareggio contro gli Oakland Raiders nella prima apparizione nel Monday Night Football in una gara ancora ricordata come centrale nella storia di Denver. Nel corso di quella partita, il cronista Don Meredith esclamò la frase: "Welcome to the Mile High City and I really am!" cioè "Benvenuti nella città a un miglio d'altezza, e io lo sono davvero" giocando probabilmente sul significato gergale di "high" come "sotto effetto di droghe". La seconda gara della stagione 1974 fu un pareggio per 34-34 contro i Pittsburgh Steelers, il primo giocato sotto le nuove regole dei supplementari della NFL. La squadra terminò quella stagione con un record di 7–6–1, ancora vincente. Nel 1975, i Broncos scivolarono a 6–8, nell'ultima stagione con Floyd Little tra le file della squadra. Otis Armstrong prese il suo posto l'anno successivo e, nonostante un record positivo di 9-5, la squadra non riuscì ancora a raggiungere i playoff.

### Broncomania e prima apparizione al Super Bowl

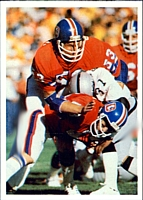
Il linebacker Randy Gradishar nel 1978

L'allenatore al debutto Red Miller, insieme alla sua difesa soprannominata "Orange Crush" (un soprannome affibbiatole all'inizio degli anni settanta), guidata dai linebacker Randy Gradishar e Tom Jackson, e al quarterback veterano Craig Morton, guidò i Broncos a una stagione esaltante nel 1977. La squadra vinse la propria division con un record di 12-2, battendo gli Steelers tormentati dagli infortuni nel primo turno di playoff per 34–21. Nella finale della AFC, essi affrontarono i Raiders, loro rivali di division e campioni in carica, vincendo una gara equilibrata per 20–17 e qualificandosi per il Super Bowl XII. Contro i Dallas Cowboys al New Orleans Superdome, i Broncos non entrarono mai in partita, perdendo ben otto palloni e furono sconfitti 27–10. Nonostante la cocente sconfitta contro Dallas, quella stagione catapultò la franchigia fuori dai bassifondi della NFL e sperimentò in seguito quattro decenni stagioni consistenti eguagliate da poche altre squadre. La stagione di successo fece anche emergere il fenomeno della "Broncomania": 65.000 t-shirt del Super Bowl furono vendute in 48 ore. In precedenza, il super-tifoso Tim McKernan, meglio noto come Barrel Man, iniziò ad indossare solo un barile di alluminio color arancione con un nastro, stivali e un cappello da cowboy, un rituale ripetuto per trent'anni. La stagione 1978 vide la squadra terminare con un record di 10–6 nella prima stagione in cui il calendario fu espanso a 16 gare. La squadra vinse ancora la propria division ma fu estromessa nei playoff dagli Steelers, perdendo per 33–10. Randy Gradishar fu premiato come miglior difensore dell'anno della NFL. Un'altra stagione da 10–6 con la qualificazione ai playoff giunse nel 1979, ma tre sconfitte contro avversari della propria division fecero qualificare Denver solo come wild card, perdendo contro gli Oilers 13–7 all'Astrodome.
Nel 1981 il proprietario dei Broncos Gerald Phipps, che aveva acquistato la squadra nel maggio 1961 dal proprietario originale Bob Howsam, vendette la squadra a un finanziere canadese, Edgar Kaiser Jr., figlio dell'armatore Henry J. Kaiser.

## Gli anni di John Elway

### Anni ottanta

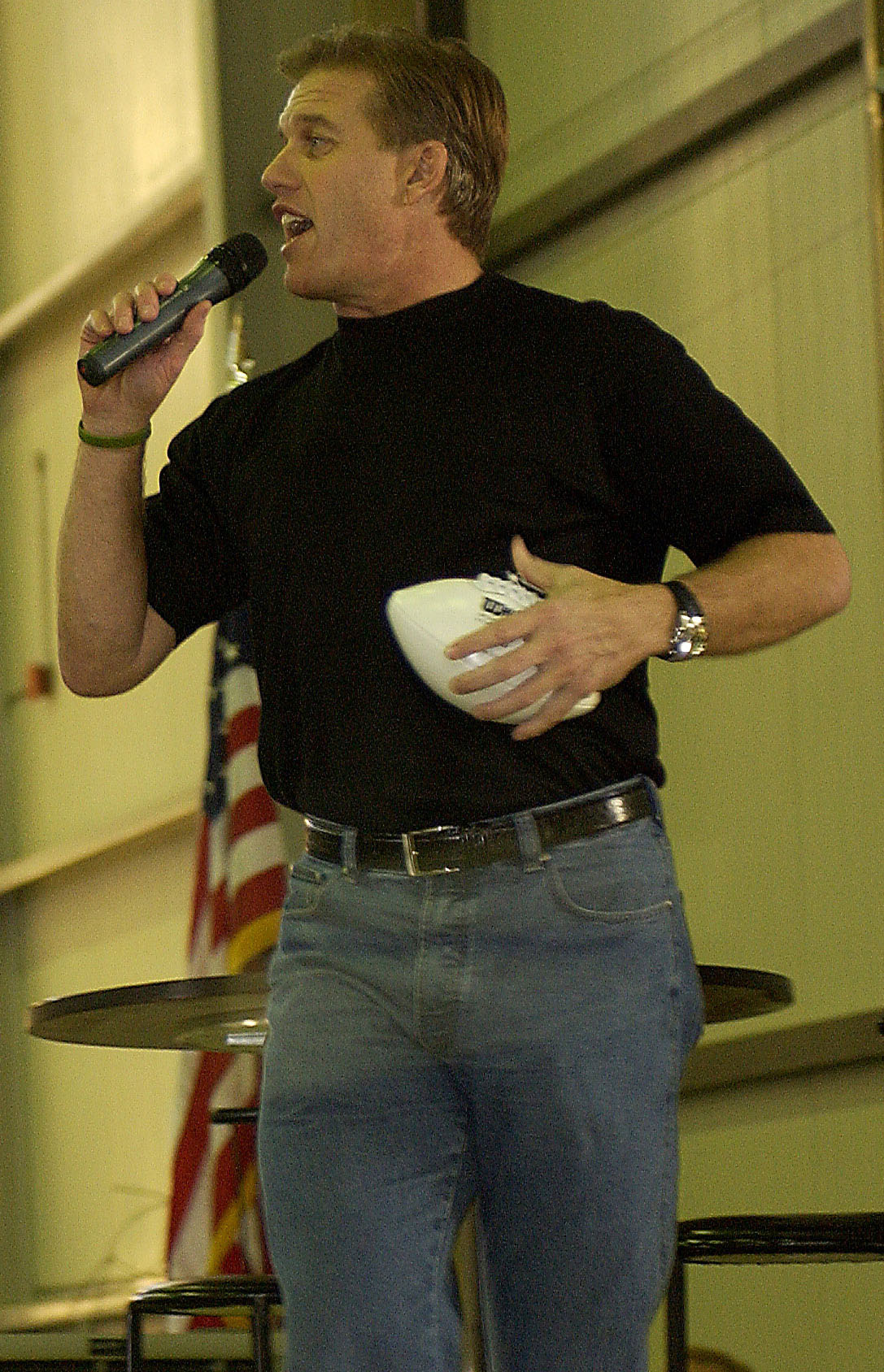
John Elway vinse due Super Bowl con i Broncos.

Il quarterback John Elway giunse a Denver nel 1983. Originariamente selezionato dai Baltimore Colts come prima scelta assoluta, Elway affermò che sarebbe passato dal football al baseball (era anche stato scelto nel draft dai New York Yankees per giocare come center field) se non fosse stato scambiato con una delle squadre della sua lista, inclusi i Broncos. Nelle 23 stagioni precedenti all'arrivo di Elway, Denver aveva cambiato 24 differenti quarterback titolari.
Guidati da Elway e dal capo-allenatore Dan Reeves (assunto nel 1981), i Broncos divennero una delle squadre più dominanti della AFC, vincendo tre volte la propria conference (1986, 1987, 1989), con Elway che fu premiato come MVP della NFL nel 1987. Le prime due qualificazioni al Super Bowl con Elway furono frutto di due vittorie storiche nelle finali della AFC, entrambe contro i Cleveland Browns. Nella gara del 1987 al Cleveland Municipal Stadium, nella serie offensiva divenuta nota semplicemente come The Drive, Elway, in un arco di 5 minuti e 2 secondi, guidò la sua squadra a percorrere 98 yard di campo, pareggiando la partita a 37 secondi dalla fine dei tempi regolamentari. Denver vinse la partita ai supplementari con un field goal, fissando il risultato sul 23-20 finale. Quel drive da 98 yard è diventato la serie di giocate decisive nel football professionistico per eccellenza. L'anno successivo, nella giocata conosciuta come The Fumble, con un minuto e 12 secondi al termine della partita, il running back dei Browns Earnest Byner commise un fumble mentre stava tentando di segnare il touchdown del pareggio e i Broncos vinsero 38–33.
I Broncos però in quel periodo persero tutti e tre quei Super Bowl per almeno tre touchdown. Nel Super Bowl XXI coi New York Giants, Denver uscì sconfitta 39–20; nel Super Bowl XXII contro i Washington Redskins, 42–10 e nel Super Bowl XXIV contro i San Francisco 49ers, 55–10, in quello che rimane il peggior divario in termini di punteggio nella storia dell'evento.
Nel corso degli anni ottanta, i Broncos disputarono altre due storiche gare del Monday Night Football. Il 15 ottobre 1984, Denver giocò contro i Green Bay Packers nel corso di una tormenta di neve. La successiva stagione, nel 1985, i Broncos vinsero una gara interna quando un tifoso lanciò una palla di neve durante il tentativo di field goal del kicker. L'holder dei 49ers Matt Cavanaugh raccolse il pallone e lanciò un passaggio incompleto, perdendo tre punti decisivi che risultarono decisivi nella sconfitta della sua squadra per 17-16. Alla fine del decennio la forte batteria di ricevitori di Elway costituita da Mark Jackson, Vance Johnson e Ricky Nattiel fu soprannominata "I tre Amigos", dal nome del popolare film.

### Anni novanta
Reeves fu licenziato dopo una stagione terminata con un record di 8–8 nel 1992 venendo sostituito da Wade Phillips, una mossa spesso attribuita alla burrascosa relazione di Reeves con Elway. Dopo due stagioni terminate 9-7 e 7-9 rispettivamente nel 1993 e 1994, Phillips fu licenziato e i Broncos nominarono al suo posto l'ex allenatore dei quarterback Mike Shanahan.

#### 1995: arrivo di Mike Shanahan e Terrell Davis
Nel 1995, nei Broncos debuttò una nuova difesa sotto la gestione di Mike Shanahan che scelse nel sesto giro del draft il running back Terrell Davis, il quale esplose quasi immediatamente, imponendosi come uno dei migliori nel suo ruolo di tutta la lega. Con Davis come running back, i Broncos aggiunsero quel potente gioco sulle corse che mancava loro. Davis giocò come titolare 14 gare nella stagione 1995, portando la palla 237 volte, con una media di 4,7 yard per corsa e segnando 8 touchdown. Davis terminò la stagione con 1.117 yard corse, diventando il giocatore scelto più in basso della storia a correre oltre mille yard nella sua stagione da rookie. Anche se questa stagione terminò solamente con un record di 8-8, essa fu il punto di svolta della storia della franchigia.

#### 1996: miglior record della lega
Nel 1996, la seconda stagione di Shanahan, i Broncos guidarono la NFL con un record di 13–3 alla pari coi Packers e sembrarono essere pronti per raggiungere nuovamente il Super Bowl. Essi furono tuttavia sconfitti sorprendentemente dai Jacksonville Jaguars, nella loro annata di debutto della lega, per 37-20 nel divisional round dei playoff. Davis firmò un lucrativo nuovo contratto quinquennale con i Broncos e quella stagione corse 1.538 yard, stabilendo il record di touchdown su corsa della franchigia con 13.

#### 1997: vittoria del Super Bowl XXXII

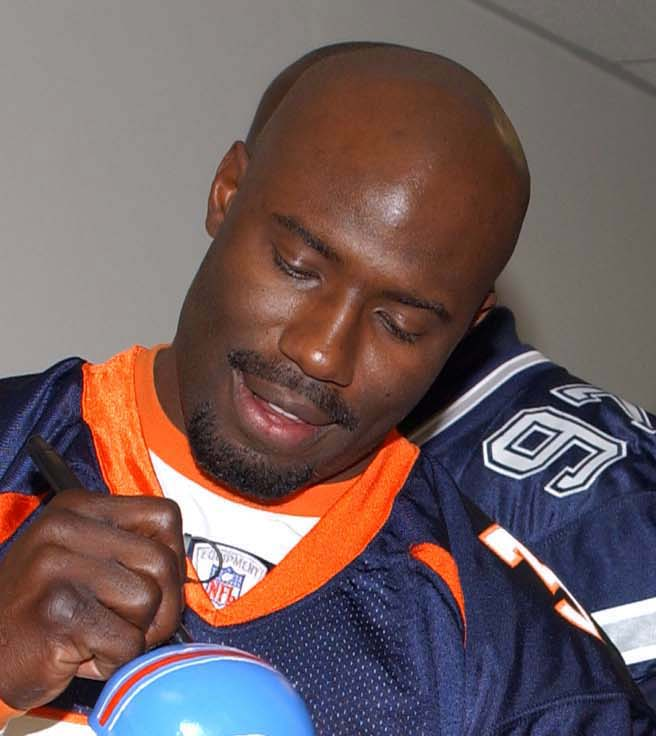
Terrell Davis fu l'MVP del primo Super Bowl vinto dai Broncos

Nel 1997 i Broncos terminarono con un record di 12–4, non vincendo la propria division, ma assicurandosi comunque a una wild card per i playoff. Nel primo turno di playoff si vendicarono dei Jaguars, poi batterono Chiefs e Steelers, qualificandosi per il Super Bowl XXXII contro i favoritissimi Green Bay Packers di Brett Favre. Non solo i Broncos avevano perduto tutte le loro 4 precedenti apparizioni in finale, ma le squadre della AFC venivano da una striscia di 13 sconfitte consecutive contro le squadre della NFC. Anche se Elway completò solo 12 dei suoi 22 passaggi tentati, lanciando un intercetto e nessun touchdown, egli eseguì quella che fu forse la giocata più famosa della partita, conosciuta come "The Helicopter", quando convertì un cruciale primo down su corsa, dopo avere resistito a due pesanti colpi portati dalle safety dei Packers, librandosi in aria. Davis invece corse per 157 yard, ricevette 2 passaggi per 8 yard e divenne il primo giocatore della storia a segnare 3 touchdown su corsa nella partita. Tale prestazione gli permise di vincere il premio di MVP della gara, nonostante una forte emicrania, un disturbo di cui soffriva fin dall'infanzia, che lo aveva costretto a rimanere in panchina durante il secondo quarto. I Broncos vinsero 34-21 ed Elway, all'età di 37 anni, riuscì ad agguantare quell'anello del Super Bowl che gli era sempre sfuggito.

#### 1998: vittoria del Super Bowl XXXIII
Nella stagione 1998 i Broncos partirono vincendo le prime tredici partite dell'anno. La prima sconfitta venne per mano dei Giants, quando Kent Graham colpì Amani Toomer nel quarto periodo, assicurando la vittoria per 20–16 a New York. Questa sconfitta tolse del pathos alla reclamizzatissima partita del Monday Night Football successiva in trasferta contro i Miami Dolphins per due ragioni principali. La prima era che i Broncos potevano diventare la seconda squadra a disputare una stagione perfetta a spese dell'unica squadra che vi era riuscita in precedenza (i Dolphins del 1973). La seconda che Elway avrebbe affrontato Dan Marino solamente per la seconda volta in carriera, una stranezza del calendario causata dal fatto che i due quarterback erano stati scelti nello stesso anno e giocavano nella stessa conference. Elway disputò la sua peggior gara della stagione nella sconfitta 31–21 e i Broncos terminarono con un record di 14-2. Ad aggiungere altro stress alla ricerca della stagione perfetta, il tight end Shannon Sharpe rifiutò di parlare coi giornalisti, portando Shanahan ad aggiungere al rapporto sugli infortunati: "TE Shannon Sharpe (probabile) laringite". Terrell Davis divenne il quarto giocatore di tutti i tempi a correre 2.000 yard in una stagione e fu premiato come MVP della NFL. Nei playoff, i Broncos superarono i Dolphins e i New York Jets nella finale della AFC, avanzando fino al Super Bowl XXXIII. Dopo la vittoria sui Jets, Elway fece il giro del campo in quella che fu la sua ultima gara al Mile High Stadium. Due settimane dopo al Super Bowl, Denver sconfisse gli Atlanta Falcons, guidati dal loro ex allenatore Dan Reeves, 34–19 vincendo il Super Bowl XXXIII e confermandosi campioni. Elway, nell'ultima gara della carriera, completò 18 su 29 passaggi per 336 yard, un touchdown passato e uno segnato su corsa, venendo premiato come MVP del Super Bowl.

## Gli anni post-Elway
Tra il ritiro di Elway nel 1998 e l'arrivo di Peyton Manning nel 2012, Denver ebbe solo tre stagioni con record negativi (1999, 2007 e 2010) e raggiunse i playoff come wild card (nel 2000, 2003 e 2004) e due volte come campione della propria division (2005, 2011). Tuttavia, solo due vittorie giunsero nei playoff in questo periodo.

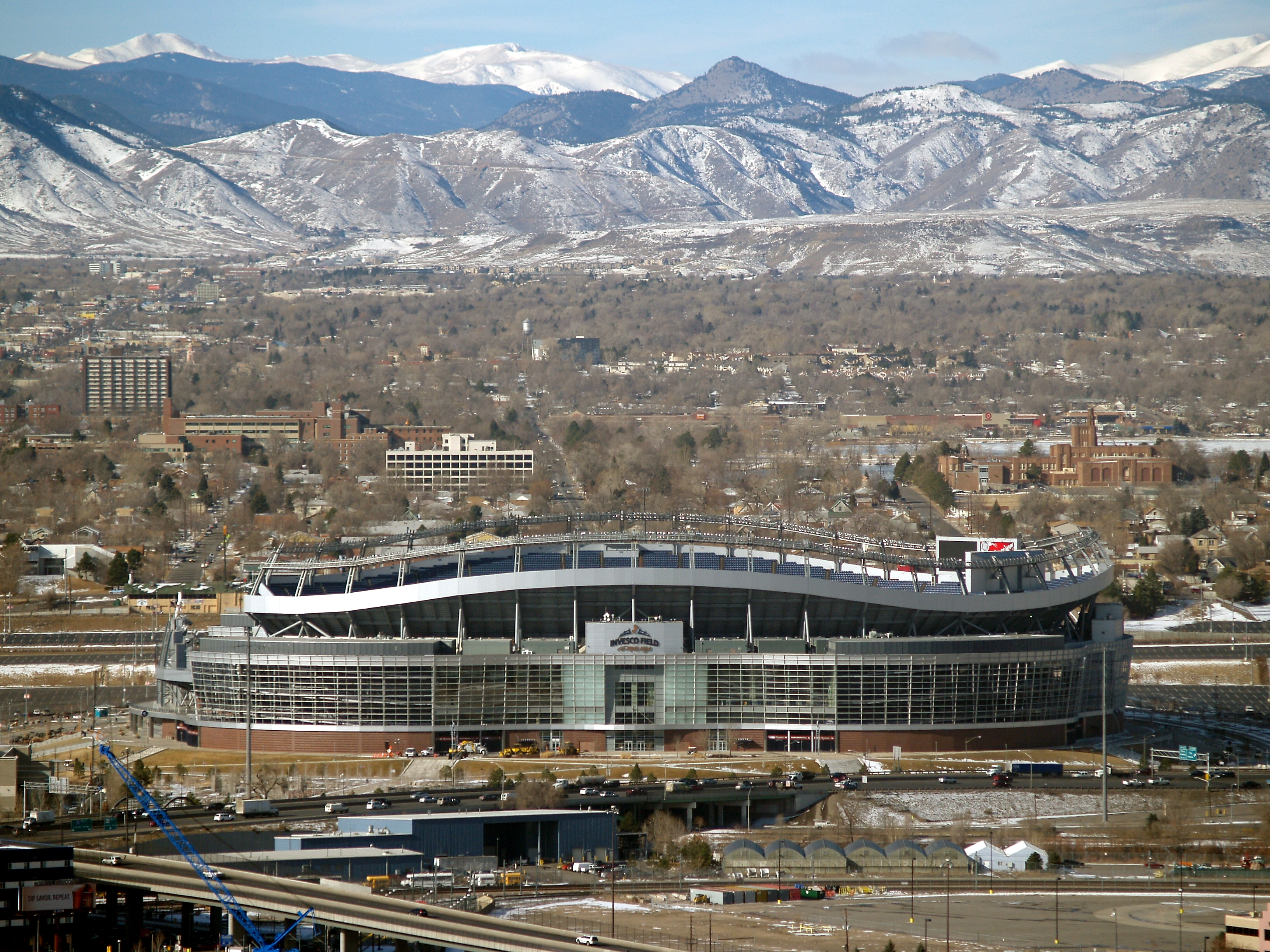
I Broncos passarono a giocare allo Sports Authority Field at Mile High nel 2001.

### L'era Griese
Brian Griese, figlio dell'ex quarterback dei Miami Dolphins Bob Griese, divenne il titolare dopo il ritiro di Elway. Griese guidò la squadra nel periodo 1999–2002, facendo registrare un record complessivo do 34–30. Anche se sotto la direzione di Griese Denver raggiunse i playoff nel 2000, egli non riuscì a disputare alcuna gara della post-season coi Broncos. Un infortunio alla spalla patito in un fangoso Monday Night contro gli arci-rivali dei Raiders (nell'ultimo Monday Night disputato al Mile High Stadium), lo tolse i giochi per il resto della stagione. Al suo posto, Gus Frerotte partì come titolare nella gara di playoff persa contro i Baltimore Ravens 21–3. I Broncos ebbero altri record positivi nelle due stagioni con Griese, ma mancarono i playoff sia nel 2001 che nel 2002.

### L'era Plummer
L'ex quarterback degli Arizona Cardinals Jake Plummer sostituì Griese come quarterback prima della stagione 2003. Con la squadra ebbe un record di 49–26 nella stagione regolare e 1-3 nei playoff dal 2003 al 2006. Prima della stagione 2005, i Broncos furono caratterizzati da ottimi avvii di campionato, iniziando le stagioni 2003 e 2004 con un record di 5-1, ma calando nella seconda parte dell'anno, terminando entrambe le annate a 10-6, record sufficiente per conquistare una wild card, venendo eliminati sempre dagli Indianapolis Colts.
Dopo aver perso la gara di debutto della stagione 2005, i Broncons vinsero 5 gare consecutive, battendo i Chargers 20–17, i Chiefs 30–10, i Jaguars 20–7, i Redskins 21–19 e i New England Patriots bi-campioni in carica 28–20 il 16 ottobre. Denver perse la domenica successiva contro i Giants 24–23 all'ultimo minuto di gara. La settimana seguente i Broncos batterono nettamente i forti Philadelphia Eagles, 49–21. In quella partita i Broncos divennero la prima squadra della storia ad avere nella stessa partita due giocatori che corsero oltre 100 yard, Mike Anderson e Tatum Bell, e un altro giocatore Jake Plummer, che ne passò oltre 300. Denver batté poi i Raiders, 31–17. La gara seguente i Broncos batterono i Jets 27–0 a Denver il 20 novembre. Fu la prima gara dal 1997 (contro i Carolina Panthers) in cui i Broncos non fecero segnare alcun punto ai propri avversari. Il Giorno del Ringraziamento Denver superò i Cowboys ai supplementari, 24–21, grazie al field goal vincente di Jason Elam da 24 yard. Nelle tre gare successive i Broncos prima persero coi Chiefs e poi vinsero coi Ravens e coi Bills. La vigilia di Natale del 2005, i Broncos batterono i Raiders assicurandosi la vittoria della division e un'annata da imbattuti in casa. Nell'ultima gara della stagione i Broncos batterono nettamente i Chargers, terminando con un record di 13-3.
I Broncos entrarono nei playoff per il terzo anno consecutivo con una striscia di quattro vittorie consecutive e il secondo miglior record della NFL insieme ai Seattle Seahawks e dietro solo agli Indianapolis Colts (14-2). Il 14 gennaio 2006, i Broncos batterono i New England Patriots 27–13 nel divisional round, negando ai Patriots la possibilità di diventare la prima squadra della storia a vincere tre Super Bowl consecutivi. L'ultima squadra ad avere questa possibilità erano stati proprio i Broncos. La corsa della franchigia si fermò nella finale della AFC quando furono sconfitti dai Pittsburgh Steelers per 34–17 il 22 gennaio 2006. Denver perse quattro palloni e subì un parziale di 24–3 nel primo tempo. Gli Steelers vinsero poi il Super Bowl XL.

### L'era Cutler

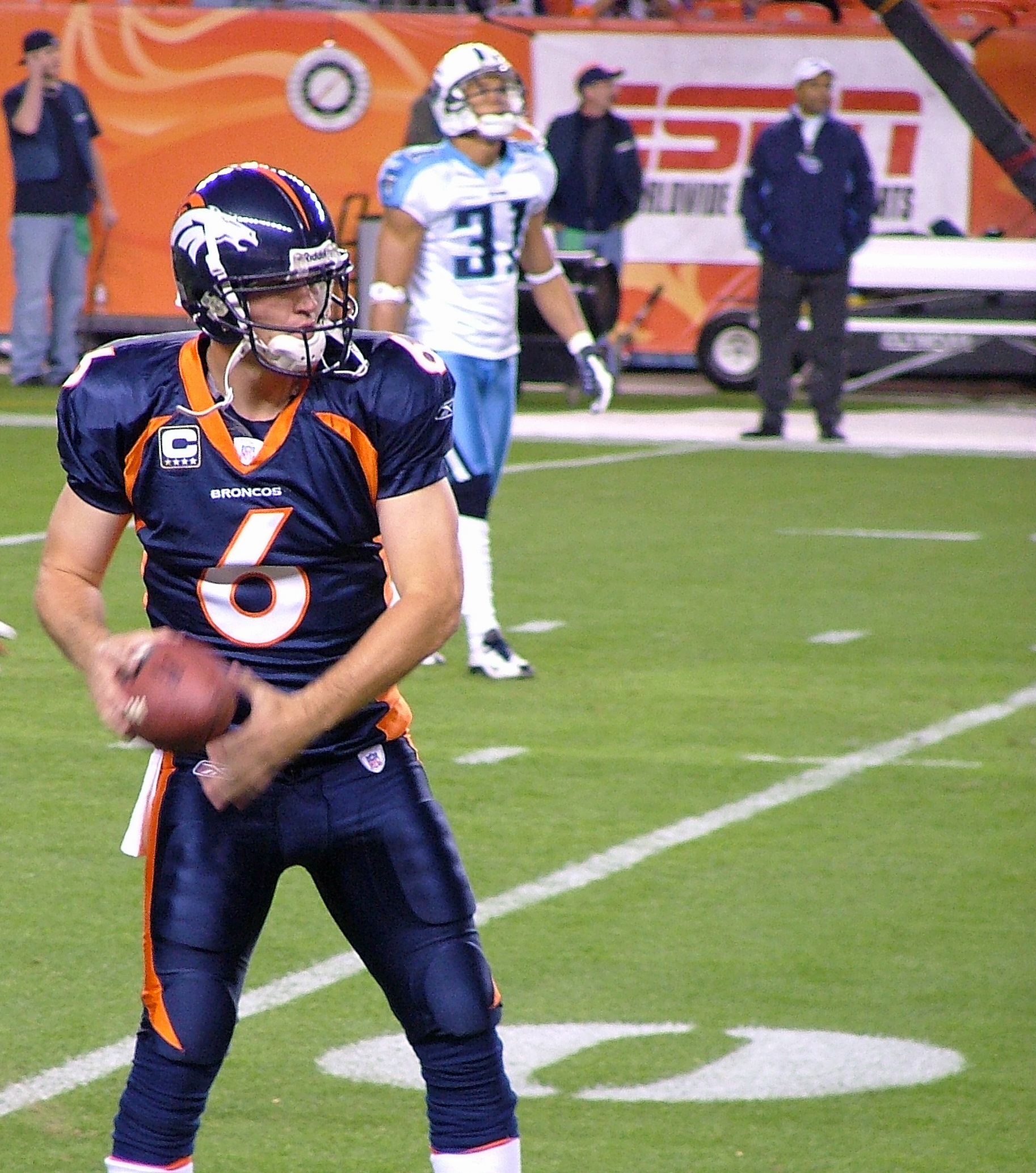
Il quarterback Jay Cutler

#### 2006
I Broncos scelsero a sorpresa il quarterback Jay Cutler nel Draft NFL 2006 la stagione dopo che Plummer li aveva quasi condotti al Super Bowl. Le prestazioni incostanti di Plummer nella stagione lo portarono a venire sostituito come titolare da Cutler nella settimana 12 della stagione. Cutler guidò i Broncos a un record di parziale di 2-3 nelle ultime 5 gare della stagione. I Broncos terminarono la stagione con un record di 9-7, alla pari coi Kansas City Chiefs per l'ultimo posto come wild card, che però andò a questi ultimi in virtù del miglior record contro gli avversari della AFC West.
La stagione 2006 fu l'ultima del wide receiver Rod Smith dopo tredici annate coi Broncos, il quale si ritirò come primatista di tutti i tempi per yard ricevute e touchdown su ricezione.

#### 2007
Il 2007 fu la prima stagione completa di Cutler come quarterback titolare della franchigia. La squadra subì però svariati infortuni a giocatori chiave come Tom Nalen, Ben Hamilton, Javon Walker, Jarvis Moss ed Ebenezer Ekuban, terminando con un record di 7-9, la prima stagione con un bilancio negativo della squadra dal 1999. L'evento forse più degno di nota fu una sconfitta nel Monday Night Football contro i Green Bay Packers, in cui la squadra stabilì il proprio primato per biglietti distribuiti, oltre 77.000. Questa fu anche l'ultima stagione dello storico placekicker Jason Elam dopo 15 anni coi Broncos. Elam giocò le ultime due stagioni della carriera con gli Atlanta Falcons nel 2008–2009.

#### 2008: l'ultima stagione di Mike Shanahan
Nella stagione 2008, Cutler passò per 4.526 yards, superando il primato stagionale di franchigia detenuto da Plummer. Per il terzo anno consecutivo però i Broncos non si qualificarono ai playoff, nonostante un vantaggio di tre partite sui Chargers a tre settimane dal termine della stagione.
L'anno si aprì con un ottimo inizio con un record di 4-1, inclusa una controversa vittoria casalinga contro i San Diego Chargers, ma le difficoltà giunsero nella parte centrale della stagione. Dopo 13 partite, la squadra era in testa alla AFC West con un record di 8-5, coi Chargers fermi sul 5–8. Denver perse però due gare consecutive contro Panthers e Bills, mentre San Diego ne vinse due consecutive. Le due squadre si incontrarono così a San Diego nella gara finale della stagione, che avrebbe assegnato la vittoria della division e un posto nei playoff. I Broncos furono spazzati via 52–21 e divennero la prima squadra della storia che, con tre vittorie di vantaggio sugli inseguitori a tre quarti della stagione, non riuscì a qualificarsi ai playoff. Entrambe le squadre terminarono con un record di 8-8, ma i Chargers detenevano un miglior record nella division (5-1 contro 3-3 di Denver).
Il 30 dicembre 2008, due giorni dopo la disastrosa gara a San Diego, Mike Shanahan, l'allenatore rimasto più a lungo e il più vincente della storia della franchigia, fu licenziato dopo 14 stagioni. Due settimane dopo, l'11 gennaio 2009, i Broncos assunsero al suo posto l'ex coordinatore offensivo dei New England Patriots Josh McDaniels. Tre mesi dopo, dopo una turbolenta transizione tra Shanahan e McDaniels, la squadra scambiò Jay Cutler coi Chicago Bears per l'altro quarterback Kyle Orton.

### L'era Orton

#### 2009

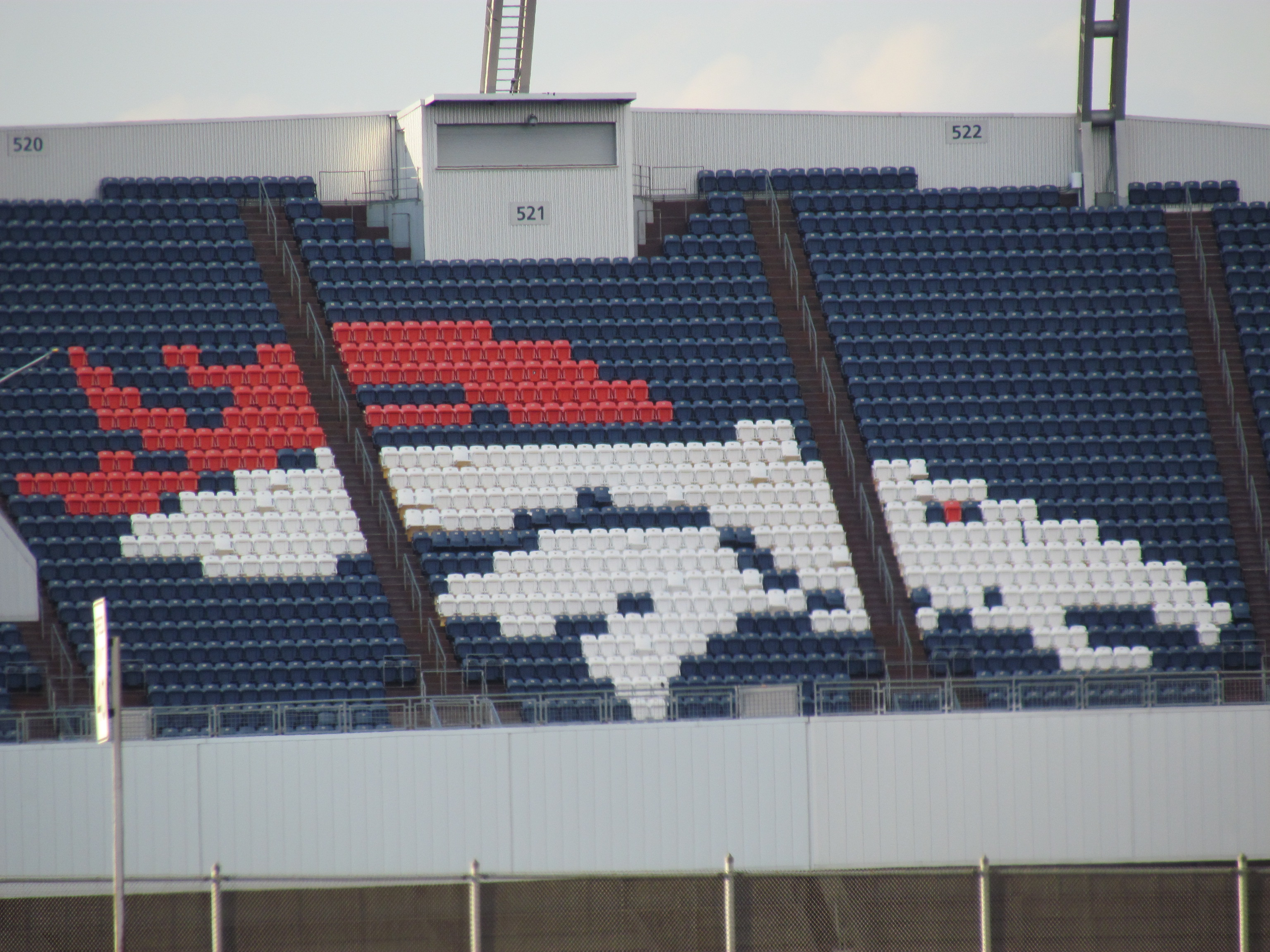
Le tribune dello Sports Authority Field at Mile High.

Con il suo nuovo quarterback, Denver iniziò la stagione 2009 vincendo le prime sei gare. Dopo la settimana di pausa però, la squadra collassò perdendo quattro gare consecutive. La striscia negativa si interruppe con due nette vittorie su Giants e Chiefs. Quelle furono però le ultime vittorie stagionali della squadra. Le esili speranze di Denver si estinsero nella sconfitta casalinga per 44–24 contro Kansas City. La squadra terminò con un record di 8-8 mentre Kyle Orton ebbe 21 touchdown, 12 intercetti, 3.802 yard passate e un passer rating di 86,8, venendo condizionato da un infortunio a una caviglia riportato in una gara contro i Redskins.

#### 2010
Movimenti di rilievo prima della stagione 2010 inclusero lo scambio di Peyton Hillis coi Cleveland Browns per il quarterback Brady Quinn e l'arrivo del forte wide receiver Brandon Marshall dai Miami Dolphins in cambio di scelte del draft, oltre alle selezioni del wide receiver Demaryius Thomas e del quarterback vincitore dell'Heisman Trophy Tim Tebow nel Draft NFL 2010. Tebow in particolare fu una scelta che attirò molta curiosità attorno alla squadra, in particolare perché i Broncos avevano ceduto tre scelte del draft per selezionarlo. Il 4 agosto, durante il training camp, la squadra subì la devastante perdita del defensive end Elvis Dumervil che a causa della rottura di un muscolo pettorale perse l'intera stagione.
La stagione regolare iniziò con due vittorie piuttosto agevoli su Jaguars e Seahawks, prima di perdere 27–13 nella settimana 3 contro gli Indianapolis Colts, gara in cui Orton lanciò un primato in carriera di 476 yard. Fino alla settimana di pausa avvenuta dopo il nono turno, i Broncos alternarono vittorie e sconfitte, inclusa una devastante per 59-14 contro i Raiders che fu il loro peggior passivo dal 1963.
Dopo la pausa Denver vinse facilmente una partita coi Chiefs, con una grande prova di Orton, e perse una gara senza storia contro i Chargers. Con una sconfitta nella settimana 13 nella rivincita contro Kansas City, i Broncos furono certi di concludere per la terza volta con un record negativo dal 1999 e di non qualificarsi per i playoff. Dopo questa gara McDaniels fu licenziato, venendo sostituito dall'allenatore dei running back Eric Studesville per il resto dell'anno, terminato con un record di 4-12.

### 2011: la stagione di Tim Tebow

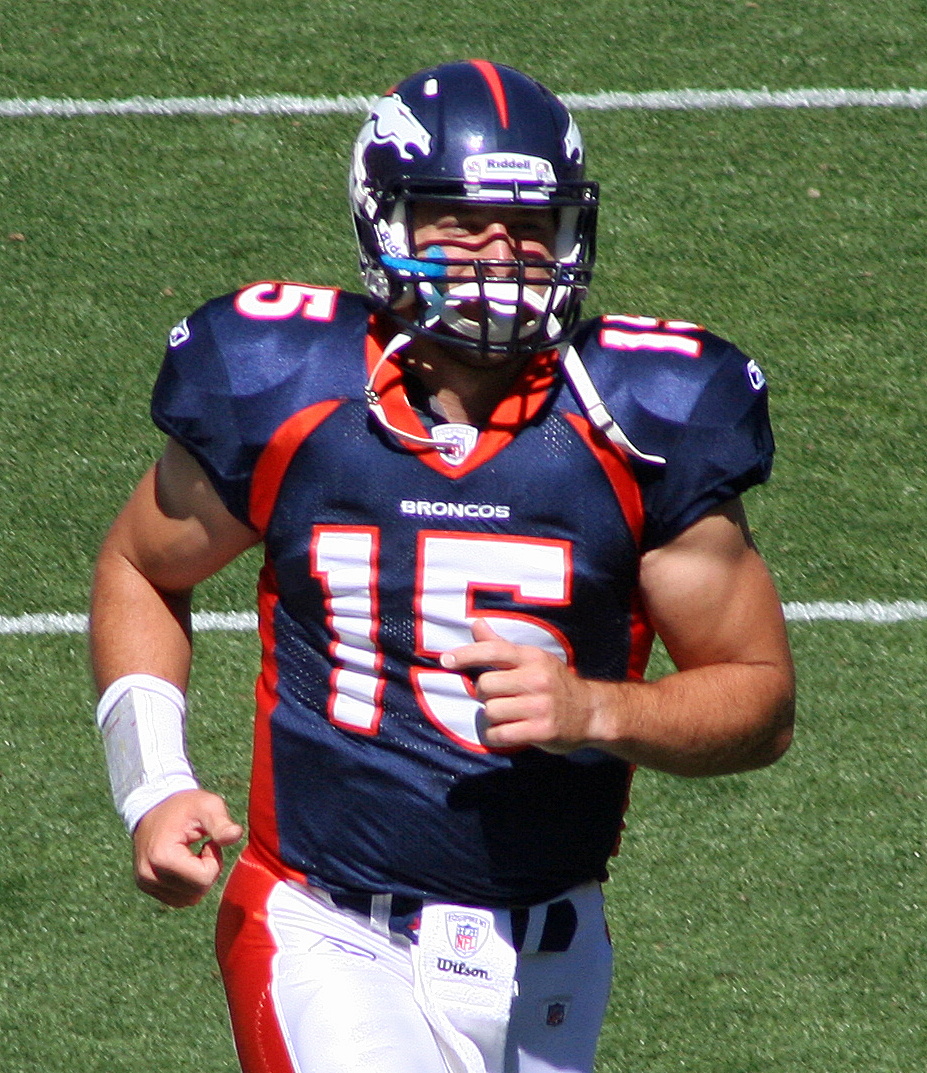
Tim Tebow fu il quarterback titolare dei Broncos nel 2011.

Dopo la disastrosa stagione 2010, John Elway ritornò alla sua vecchia squadra come general manager. McDaniels fu sostituito come allenatore (abbastanza sorprendentemente) da John Fox, che aveva rinnovato il contratto con Carolina dopo che la squadra aveva terminato con un record di 2-14. Nel primo giro del Draft NFL 2011, Denver scelse il linebacker Von Miller dalla Texas A&M University. Voci che coinvolsero uno scambio di Orton durarono per tutto il periodo precedente l'inizio della stagione, ma l'affare si risolse in un nulla di fatto.
Tim Tebow iniziò la stagione come terzo quarterback nelle gerarchie della squadra, dietro Orton e Brady Quinn. Nella prima gara della stagione, Denver fu sconfitta dai Raiders. Le cattive prestazioni di Kyle Orton e le sollecitazioni dei tifosi spinsero a nominare Tim Tebow come titolare dopo la settimana di pausa e con i Broncos fermi su un record di 1-4. Orton dal canto suo fu svincolato e firmò come free agent coi Chiefs. A questo punto le fortune dei Broncos si invertirono drasticamente. Nel trionfale ritorno di Tebow nella sua città natale, Miami, Denver batté i Dolphins. I Broncos guidati da Tebow vinsero sei gare consecutive, nonostante le critiche allo stile di gioco del quarterback, estremamente improntato sulle corse, in una stagione in cui Drew Brees stabilì il record NFL per yard passate in una stagione. La striscia positiva si concluse nella settimana 15 quando Tom Brady e i Patriots distrussero i Broncos a Denver. Nonostante altre due sconfitte contro i Bills e i Chiefs dell'ex Orton, i Broncos con un record di 8-8 vinsero la propria division grazie alla classifica avulsa.
Dopo quelle tre sconfitte consecutive, John Elway disse che Tebow stava giocando timidamente e che avrebbe dovuto "osare di più". L'8 gennaio 2011, Denver ospitò i Pittsburgh Steelers durante il primo turno dei playoff. Tebow contro di essi disputò la sua miglior prestazione, lanciando per 316 yard e 2 touchdown, compreso un passaggio da TD da 80 yard per Demaryius Thomas nella prima giocata dei supplementari in uno Sports Authority Field at Mile High in delirio, che permise ai Broncos di vincere la partita per 29–23. Tebow completò 10 passaggi su 21, stabilendo il record di franchigia per il passer rating in una gara di playoff (125,6) e il record NFL di yard medie per passaggio completato (31,6) in una gara di playoff.
I Broncos terminarono la loro stagione perdendo 45–10 contro i New England Patriots la settimana seguente.

## L'era di Peyton Manning

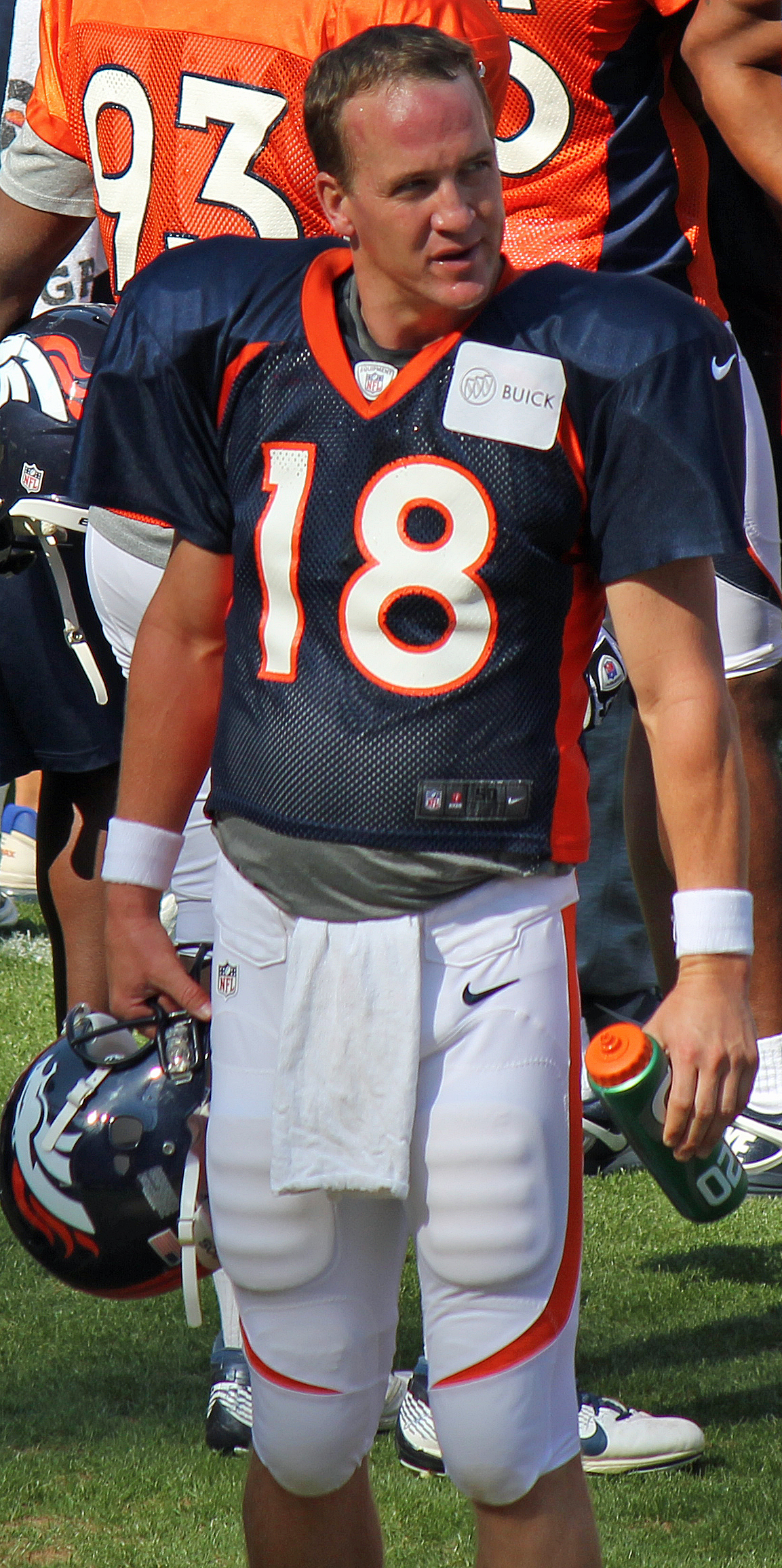
Peyton Manning arrivò ai Broncos nel 2012

### 2012
Molti analisti ritennero che la qualificazione ai playoff della stagione precedente era dovuta principalmente alla debolezza della AFC West. Il 20 marzo perciò, i Broncos firmarono Peyton Manning, appena svincolato dagli Indianapolis Colts. Il giorno successivo, Tebow, nonostante la grande popolarità raggiunta tra i tifosi della franchigia, fu scambiato coi New York Jets per una scelta del quarto giro.
Nonostante il diffuso scetticismo a causa dell'età, degli infortuni e della ruggine di Manning (che aveva perso tutta la stagione precedente per un grave problema al collo) questi disputò una prestazione notevole nella prima gara della stagione contro i Pittsburgh Steelers, lanciando 253 yard e 2 touchdown nella vittoria 31–19 dei Broncos. In quella gara Manning lanciò il suo 400º passaggio da touchdown in carriera, terzo di tutti i tempi a raggiungere tale cifra dopo Brett Favre e Dan Marino
Dopo di che però, i Broncos persero due gare consecutive contro Atlanta Falcons (27–21) e Houston Texans (31-25). Nella settimana 4, i Broncos affrontarono i loro più odiati rivali, gli Oakland Raiders, dominando la gara dall'inizio alla fine e vincendo per 37–6. Nella settimana 5 i Broncos fecero visita ai Patriots, rinverdendo la rivalità tra Manning e Brady. Benché fossero stati sovrastati in entrambe le gare della stagione 2011, Manning e i Broncos mantennero aperta la partita, ma alla fine persero per 31-21. Nella settimana 6, i Broncos affrontarono i San Diego Chargers: in quel momento della stagione, i Broncos erano su un record di 2-3 e i Chargers di 3–2. Alla fine del primo tempo, i Broncos stavano perdendo 24-0. Nel secondo tempo però, Manning lanciò tre passaggi da touchdown, Tony Carter e Chris Harris intercettarono due volte Philip Rivers e i Chargers non segnarono più per il resto della partita. In una delle più grandi rimonte dell'illustre carriera di Manning, i Broncos vinsero 35-24 e salirono alla pari in testa alla division
La vittoria contro i Chargers fu il punto di svolta della stagione. Dopo la settimana 7 in cui fecero pausa, i Broncos compilarono un record di 11 vittorie e nessuna sconfitta. In quell'arco di tempo, Manning zittì i suoi critici giocando una stagione da MVP (terminò secondo nella classifica del premio dietro Adrian Peterson). I Broncos terminarono la stagione con un record di 13–3, vincendo la AFC West (la prima volta dal 1986-1987 che la squadra vinse la division per due anni consecutivi) e il primo posto nel tabellone della AFC.
Il 12 gennaio 2013 nel divisional round dei playoff, contro i Ravens futuri vincitori del Super Bowl XLVII, in uno Sports Authority Field at Mile High congelato, i Broncos in vantaggio di sette punti a un minuto dal termine, prima si fecero rimontare e poi furono sconfitti con un field goal dopo due tempi supplementari, causato da un intercetto subito da Manning che consentì a Baltimore di calciare da una posizione di campo favorevole.

### 2013: ritorno al Super Bowl
I Broncos operarono diversi movimenti chiave prima dell'inizio della stagione, incluse le firme del wide receiver All-Pro Wes Welker, del linebacker Shaun Phillips e del cornerback Dominique Rodgers-Cromartie, oltre alle scelte nel Draft del defensive tackle Sylvester Williams e del running back Montee Ball nel primo e nel secondo giro rispettivamente. Tra le partenze di rilievo vi furono il defensive end Elvis Dumervil, il linebacker D.J. Williams, il wide receiver Brandon Stokley, il running back Willis McGahee e il coordinatore offensivo Mike McCoy.

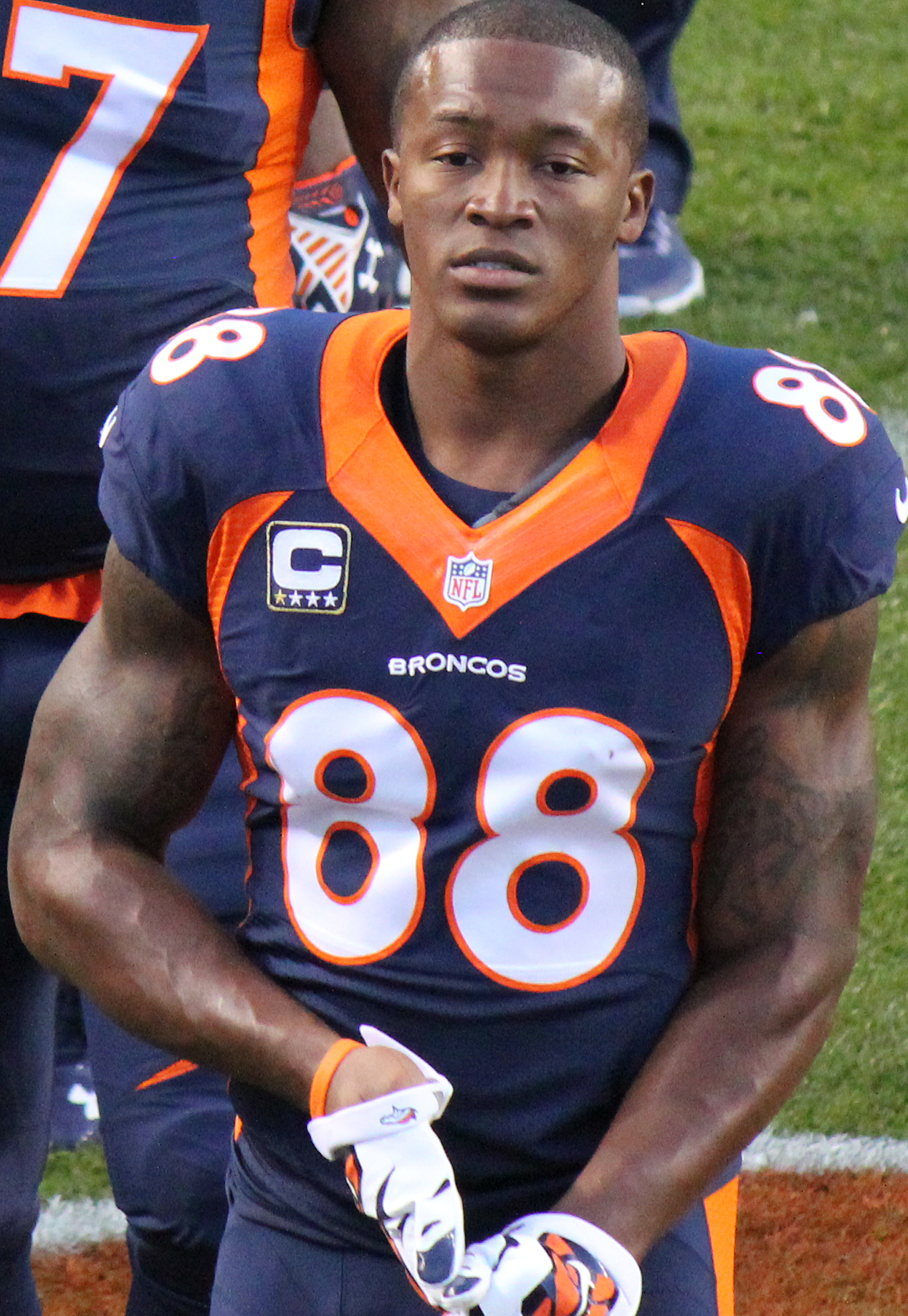
Demaryius Thomas segnò 14 touchdown su ricezione nel 2013, un record di franchigia.

I Broncos vissero un'estate tumultuosa con le sospensioni dei dirigenti Matt Russell e Tom Heckert Jr. entrambi trovati ubriachi al volante in due situazioni diverse, diversi infortuni alla offensive line e la sospensione per sei partite del linebacker All-Pro Von Miller per abuso di sostanze dopanti.
Nella prima gara della stagione, i Broncos si vendicarono dei Ravens che li avevano eliminati dai playoff nella stagione precedente, battendoli nettamente 49-27. Manning in quella gara pareggiò il record NFL di 7 passaggi da touchdown in una partita. Nella seconda gara la squadra subì un brutto colpo con l'infortunio per tutta la stagione dell'offensive tackle Ryan Clady. I Broncos vinsero comunque tutte le prime sei gare della stagione. La settimana 7 vide Manning tornare nella sua Indianapolis per affrontare i Colts del suo sostituto Andrew Luck che inflissero la prima sconfitta stagionale ai Broncos. Seguirono tre vittorie consecutive fino alla sconfitta contro i Patriots, sebbene Denver avesse terminato il primo tempo in vantaggio per 24-0. La squadra comunque vinse quattro delle ultime cinque partite e il suo record di 13-3 fu il migliore della AFC e a pari merito della NFL assieme ai Seattle Seahawks. Manning giocò una stagione storica stabilendo i record NFL per yard passate e passaggi da touchdown in una stagione, mentre i Broncos divennero la prima squadra della storia a segnare 600 punti in una stagione.
Nel divisional round dei playoff, i Broncos batterono senza difficoltà i Chargers. Il 19 gennaio nella finale della AFC, Denver si vendicò della sconfitta subita nella stagione regolare, avendo facilmente ragione dei Patriots e qualificandosi per il Super Bowl XLVIII contro i Seahawks al MetLife Stadium di New York. Il 2 febbraio, i Broncos furono surclassati dagli avversari per 43-8, il Super Bowl col risultato più a senso unico degli ultimi vent'anni, dalla sconfitta proprio di Denver contro i 49ers. La squadra perse quattro palloni, di cui due intercetti subiti da Manning, e il suo attacco fu annullato dalla difesa di Seattle che si era classificata al primo posto della lega nella stagione regolare.

### 2014
Il 23 luglio 2014, una triste notizia colpì la squadra quando lo storico proprietario Pat Bowden, settantenne, annunciò la sua intenzione di lasciare il controllo delle operazioni del club a causa della malattia di Alzheimer. Bowden precisò comunque di non avere intenzione di cedere la franchigia. La squadra iniziò la stagione con l'obiettivo di tornare al Super Bowl, grazie ai nuovi innesti in difesa come DeMarcus Ware e T.J. Ward. Nelle prime due gare, Denver batté i Colts e i Chiefs, dopo di che giunse la rivincita della finale di sette mesi prima coi Seahawks. Seattle sembrò avere la vittoria in pugno nel quarto periodo, ma Manning guidò i Broncos alla rimonta, spedendo la gara sul 20-20 fino ai supplementari, dove furono però i Seahawks ad avere la meglio. In seguito, nel corso della stagione, Manning lanciò il suo 509º passaggio touchdown contro i San Francisco 49ers, un nuovo record NFL. Nel quindicesimo turno, con una vittoria sui Chargers, i Broncos si aggiudicarono il quarto titolo di division consecutivo. Sette giorni dopo, una sconfitta coi Bengals costò alla squadra il miglior record della conference in favore dei Patriots. L'11 gennaio 2015 i Broncos furono subito eliminati nel divisional round dei playoff perdendo per 24-13 in casa contro i Colts.

### 2015: vittoria del Super Bowl 50

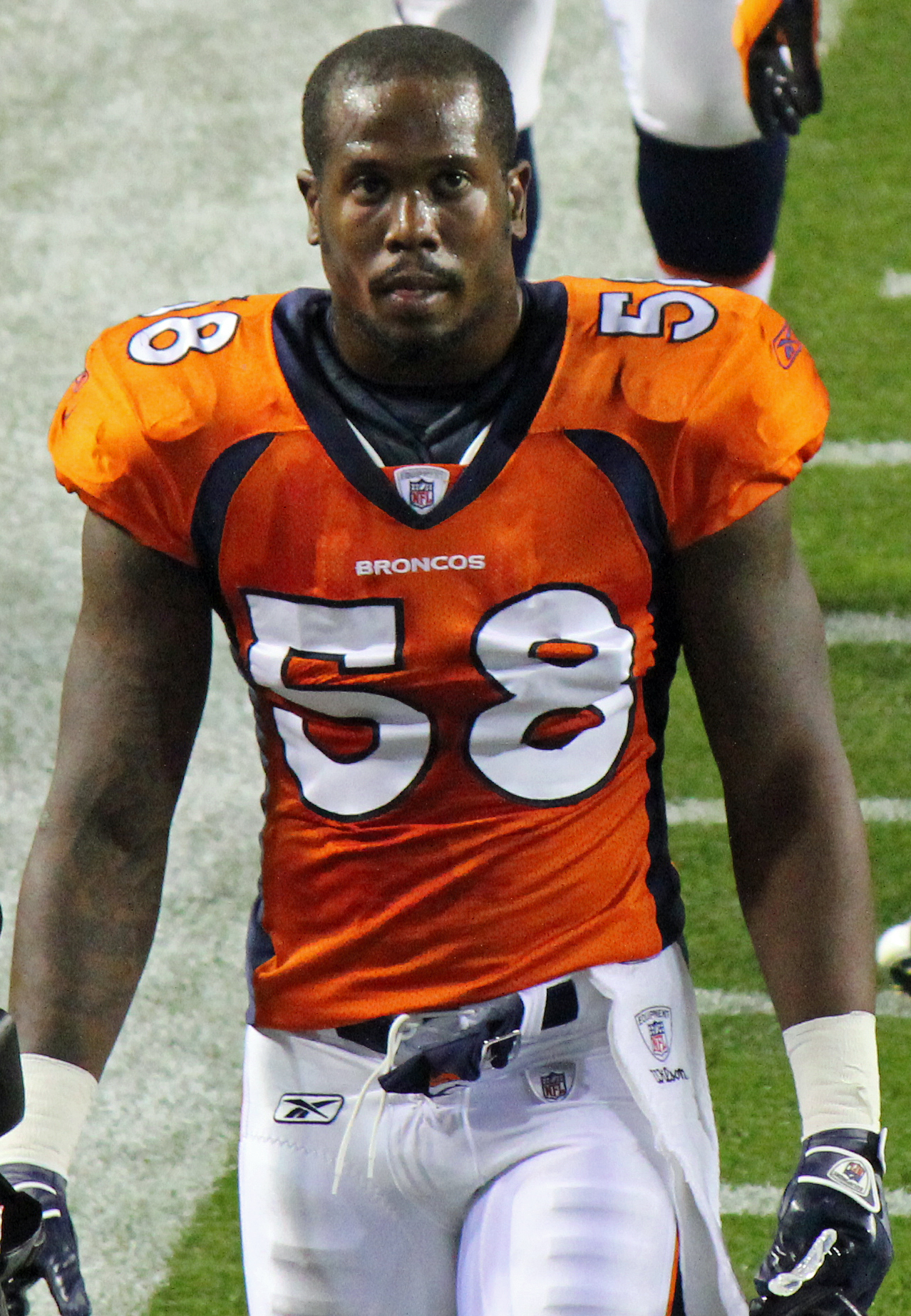
Von Miller fu l'MVP del Super Bowl 50 vinto dai Broncos

Il 20 gennaio 2015, una settimana dopo avere rescisso consensualmente il contratto di John Fox, i Broncos assunsero Gary Kubiak come quindicesimo capo-allenatore della storia. Kubiak in precedenza era stato il quarterback di riserva del vice presidente/general manager John Elway nel periodo 1983–91, oltre che coordinatore offensivo dei Broncos nel periodo 1995–2005. Come coordinatore offensivo il club assunse Rick Dennison mentre come allenatore della difesa Wade Phillips. Sotto la gestione di quest'ultima, Denver terminò con la miglior difesa della lega nella stagione regolare. La squadra iniziò vincendo tutte le prime sette partite, nonostante la peggior stagione a livello statistico della carriera di Manning. Il 15 novembre il quarterback fu costretto a lasciare il campo a causa di una fascite plantare che gli fece perdere le sei gare successive. Durante la sua assenza, fu il giovane Brock Osweiler a prendere il suo posto, il quale ebbe un record parziale di 4-2 come titolare. Manning tornò disponibile subentrando nel secondo tempo dell'ultima gara della stagione, guidando Denver alla vittoria in rimonta su San Diego e al primo posto nel tabellone della AFC.
Manning fu nuovamente nominato titolare per la gara del divisional round dei playoff vinto contro gli Steelers. In finale di conference, Denver batté New England qualificandosi per l'ottavo della sua storia, il massimo di tutti i tempi assieme a Cowboys e Steelers.
Il 7 febbraio 2016, nel Super Bowl 50 a Santa Clara contro i favoriti Carolina Panthers, i Broncos conquistarono il loro terzo titolo vincendo per 24-10. Il linebacker Von Miller fu premiato come MVP della partita dopo avere messo a segno 6 tackle, 2,5 sack su Cam Newton e forzato due fumble da cui i Broncos segnarono 2 touchdown. In quella partita, i Broncos misero a segno un record del Super Bowl di sette sack.

## Gli anni post-Manning

### 2016
I campioni in carica si trovarono senza quarterback titolare dopo il ritiro di Peyton Manning e il passaggio come free agent di Brock Osweiler agli Houston Texans. Come loro sostituto fu scelto il quarterback al terzo anno Trevor Siemian, preferito alla scelta del primo del Draft 2016 Paxton Lynch. Dopo avere iniziato vincendo le prime quattro partite, il club rallentò nella seconda parte della stagione, mancando i playoff per la prima volta dal 2010, interrompendo un record di franchigia di cinque apparizioni consecutive. A fine anno, il capo-allenatore Gary Kubiak annunciò il proprio ritiro dal football professionistico.

### 2017-2018
L'11 gennaio 2017 Vance Joseph fu annunciato come nuovo capo-allenatore dei Broncos. Nella prima stagione sotto la guida di Joseph, i Broncos dopo aver vinto 3 delle prime 4 gare, subirono 8 sconfitte consecutive, la peggiore striscia negativa dal 1967. La squadra terminò ultima nella AFC West con un record totale di 5-11, la prima stagione con un bilancio negativo dal 2010.
L'anno successivo tramite uno scambio con i Minnesota  Vikings, i Broncos acquisirono il quarterback Case Keenum. Nonostante una buona partenza con 2 vittorie di seguito, la squadra perse molte delle partite successive terminando l'annata con un record di 6-10, non qualificandosi ai play-off per il terzo anno consecutivo. 
A fine stagione Vance Joseph e parte dello staff furono licenziati, con Keenum che venne ceduto ai Washington Redskins in cambio di una scelta al draft NFL 2019.

### 2019
Il 10 gennaio 2019 i Broncos trovarono un accordo con Vic Fangio, che diventò il nuovo capo-allenatore.
A febbraio, il general manager John Elway si accordò con i Baltimore Ravens ottenendo in uno scambio il quarterback Joe Flacco.
Con il nuovo staff e Flacco, la squadra perse tutte le prime 4 partite, ottenendo poi 2 vittorie di fila nella settimana 5 contro i Los Angeles Chargers, e quella successiva con i Tennessee Titans. Durante la partita persa con gli Indianapolis Colts, Flacco si fece male venendo successivamente inserito nella lista infortunati, terminando la sua stagione. Il ruolo di Flacco venne ricoperto per le seguenti 3 partite dalla riserva Brandon Allen, che ottenne 1 vittoria e 2 sconfitte.
Nella settimana 13 il quarterback rookie Drew Lock, che aveva subito un infortunio nella pre-stagione, venne nominato titolare facendo il suo debutto tra i professionisti nella vittoria per 23-20 sui Chargers. Lock rimase il titolare per il resto della stagione, terminando con 4 vittorie e 1 sconfitta, portando i Broncos a finire l'annata con un record di 7-9.